# Næstved község
Næstved község (dánul: Næstved Kommune) Dánia 98 községének (kommune, helyi önkormányzattal rendelkező közigazgatási egység) egyike. Næstved község Slagelse, Sorø, Ringsted, Faxe és Vordingborg községekkel határos. Lakosainak száma 82 342 fő (2016).